# Geringwertige Sache
Geringwertige Sache ist ein Rechtsbegriff aus dem deutschen Strafrecht und bezeichnet Sachen von unbedeutendem Wert. Diebstahl und Unterschlagung geringwertiger Sachen werden z. B. nur auf Antrag des Geschädigten verfolgt, es sei denn, es besteht ein besonderes öffentliches Interesse an der Strafverfolgung.

## Allgemeines
Die Strafrechtsreform vom Januar 1975 zielte unter anderem darauf ab, die Strafverfolgungsbehörden und die Strafrechtspflege von Bagatelldelikten zu entlasten. Danach kann die Staatsanwaltschaft bei einem Vergehen, das gegen fremdes Vermögen gerichtet und nicht mit einer im Mindestmaß erhöhten Strafe bedroht ist, auch ohne Zustimmung des Gerichts von der Verfolgung absehen, wenn der durch die Tat verursachte Schaden gering ist (§ 153 Abs. 1 Satz 2 StPO). Während einige Straftatbestände ganz abgeschafft wurden, gehört der Mundraub (§ 370 Abs. 1 Nr. 5 StGB a. F.) nun zu den Diebstahlsdelikten. Folge ist, dass nunmehr kein Unterschied mehr gemacht wird zwischen dem Diebstahl eines Apfels und eines Kugelschreibers. Das Bundesverfassungsgericht (BVerfG) hat klargestellt, dass Diebstahl und Unterschlagung geringwertiger Sachen uneingeschränkt Anwendungsfälle der § 242, § 246 StGB seien; sie unterschieden sich von sonstigen Diebstählen im Sinne des § 242 StGB und von Unterschlagungen nicht im Tatbestand, sondern nur in der Art ihrer prozessualen Behandlung.

## Anwendung
Insbesondere bei Ladendiebstahl oder Unterschlagung (§ 248a StGB) können geringwertige Sachen zugrunde liegen. Die meisten übrigen Delikte, die sich gegen das Eigentum oder Vermögen richten, verweisen auf diese Vorschrift. Es handelt sich dabei um die Entziehung elektrischer Energie nach § 248c Abs. 3 StGB, Begünstigung nach § 257 Abs. 4 Satz 2 StGB, Hehlerei nach § 259 Abs. 2 StGB, Betrug nach § 263 Abs. 4 StGB, Erschleichen von Leistungen nach § 265a Abs. 3 StGB („Schwarzfahren“), Untreue nach § 266 Abs. 2 StGB und Missbrauch von Scheck- und Kreditkarten nach § 266b Abs. 2 StGB. Für die übrigen Qualifikationen des Diebstahls (§ 244, § 244a StGB) kommt die Anwendung des § 248a StGB also nicht in Betracht. Ebenso ist die Anwendung bei allen Raubdelikten nach §§ 249–252, § 255, § 316a StGB ausgeschlossen.

## Abgrenzung
Bei geringwertigen Sachen stellt sich die Frage, wie eine Abgrenzung zwischen geringwertigen und nicht geringwertigen (wertvollen) Sachen vorgenommen werden soll. Der Gesetzgeber hat diese Abgrenzung der Rechtsprechung überlassen. Geringwertigkeit ist ein unbestimmter Rechtsbegriff. Sie ist aus der früheren Übertretung des Mundraubs entstanden. Der Begriff des „geringen“ Schadens ist in § 153 Abs. 1 Satz 2 StPO erwähnt, da er für alle gegen fremdes Vermögen oder Eigentum gerichteten Bagatellvergehen als Maßstab des eingetretenen Rechtsverlustes geeignet ist. Die Frage, ob der durch die Tat verursachte Schaden gering ist, richtet sich allein nach objektiven Kriterien. Bei der Abgrenzung ist vom Verkehrswert einer Sache auszugehen, der Wert mehrerer bei einer Tat gestohlene Sachen ist zusammenzurechnen. Die Grenze der Geringwertigkeit ist nach einer Entscheidung des Bundesgerichtshofes aus 2004 jedenfalls bei 25 € noch nicht erreicht; nach einem Urteil des OLG Frankfurt vom Mai 2008 zufolge liegt sie bei 50 €; auch das OLG Hamm hatte sich im Juli 2003 („43 Tafeln Schokolade“) auf diesen Betrag festgelegt. Bei 50 € hat auch im Januar 2000 das OLG Zweibrücken die Grenze gesehen. Bei Neuwaren ist der Warenpreis, bei gebrauchten Waren der Zeitwert anzusetzen.
Nach der mehrheitlich vertretenen Ansicht ist im Rahmen des § 248a StGB jeglicher Irrtum über die Geringwertigkeit unerheblich und kann sich lediglich beim Bejahen des besonderen öffentlichen Interesses oder bei der Frage der Einstellung nach §§ 153 f. StPO auswirken.

## Rechtsfolgen
In § 248a StGB wurde allerdings kein eigenständiger Straftatbestand geschaffen, sondern ein Antragserfordnis. Der Geschädigte muss also Strafantrag stellen, denn von Amts wegen wird die Straftat nicht verfolgt. 
 Bejaht hingegen die Strafverfolgungsbehörde (normalerweise die Staatsanwaltschaft) ein besonderes öffentliches Interesse an der Strafverfolgung, kommt es auf die Geringwertigkeit nicht mehr an. Die Staatsanwaltschaft kann deshalb den Strafantrag durch das besondere öffentliche Interesse ersetzen.
Eine Verurteilung wegen schweren Diebstahls aufgrund eines Regelbeispiels des § 243 Abs. 1 Nr. 1–6 StGB ist nach § 243 Abs. 2 StGB nicht zulässig, wenn die Beute als geringwertig einzustufen ist. Für Diebstahl von Waffen nach Abs. 1 Nr. 7 StGB gilt dies nicht.